# Basilique Notre-Dame-du-Rosaire de Guatemala
Pour les articles homonymes, voir basilique Notre-Dame-du-Rosaire et sanctuaire Notre-Dame-du-Rosaire.
La basilique Notre-Dame-du-Rosaire, anciennement église Saint-Dominique, est une église située à Guatemala au Guatemala, que l’Église catholique rattache à l’archidiocèse Saint-Jacques. Elle a été faite basilique mineure le 28 octobre 1969, et la Conférence épiscopale du Guatemala l’a désigné sanctuaire national. Elle est consacrée à Notre-Dame du Rosaire, et l’a été précédemment à saint Dominique.